# Bredviken
Bredviken (fi. Preiviikki) är en tätort i Kalix kommun. 2020 fanns det 373 invånare i byn.

## Om orten
En hembygdsförening finns i byn där aktiviteter brukar anordnas. 

## Historia
Det har tidigare funnits skola i Bredviken och 3 matbutiker.

## Personer med anknytning till Bredviken
Eric Rothfjell, uppfinnare och fotograf, bodde i Bredviken. Han uppfann bland annat det svenska ID-kortet, och var även inblandad i tillkomsten av bankomaten Han har fått motta Hans Majestät Konungens medalj år 1994 och Frihetskorset från Finska konsulatet då han fotograferade finska flyktingbarn för att de skulle kunna få passbilder.

## Befolkningsutveckling
| Befolkningsutvecklingen i Bredviken 1960–2020 | Befolkningsutvecklingen i Bredviken 1960–2020 | Befolkningsutvecklingen i Bredviken 1960–2020 | Befolkningsutvecklingen i Bredviken 1960–2020 | Befolkningsutvecklingen i Bredviken 1960–2020 |
| --------------------------------------------- | --------------------------------------------- | --------------------------------------------- | --------------------------------------------- | --------------------------------------------- |
|                                               |                                               |                                               |                                               |                                               |
| År                                            |                                               |                                               | Folkmängd                                     | Areal (ha)                                    |
| 1960                                          | 1960                                          |                                               | 284                                           |                                               |
| 1965                                          | 1965                                          |                                               | 276                                           |                                               |
| 1970                                          | 1970                                          |                                               | 284                                           |                                               |
| 1975                                          | 1975                                          |                                               | 320                                           |                                               |
| 1980                                          | 1980                                          |                                               | 364                                           |                                               |
| 1990                                          | 1990                                          |                                               | 358                                           | 44                                            |
| 1995                                          | 1995                                          |                                               | 390                                           | 45                                            |
| 2000                                          | 2000                                          |                                               | 318                                           | 43                                            |
| 2005                                          | 2005                                          |                                               | 374                                           | 43                                            |
| 2010                                          | 2010                                          |                                               | 365                                           | 43                                            |
| 2015                                          | 2015                                          |                                               | 373                                           | 57                                            |
| 2020                                          | 2020                                          |                                               | 373                                           | 57                                            |
|                                               |                                               |                                               |                                               |                                               |